# Oldbury (del av en befolkad plats)
Oldbury är en del av en befolkad plats i Australien. Den ligger i kommunen Serpentine-Jarrahdale och delstaten Western Australia, omkring 35 kilometer söder om delstatshuvudstaden Perth. Antalet invånare är 324.
Runt Oldbury är det glesbefolkat, med 12 invånare per kvadratkilometer.. Närmaste större samhälle är Rockingham, omkring 18 kilometer väster om Oldbury. 
Trakten runt Oldbury består till största delen av jordbruksmark. Genomsnittlig årsnederbörd är 1 018 millimeter. Den regnigaste månaden är maj, med i genomsnitt 176 mm nederbörd, och den torraste är februari, med 9 mm nederbörd.